# Rac-de-râu
Racul de râu (Astacus astacus) aparține crustaceelor, din clasa Malacostraca, ordinul Decapoda (zece picioare), corpul este împărțit în cefalotorace și abdomen, fiind acoperite de o crustă calcaroasă. Prima pereche de picioare s-a transformat în clești puternici, celelalte perechi servesc la deplasare. Racul-de-râu este animal acvatic ce respiră cu ajutorul branhiilor situate la baza picioarelor, sub cele două branhiostegite aflate de o parte și alta a toracelui. Este activ mai ales noaptea. Specia este sensibilă la calitatea apei, prezența lui în habitat indicând o apă sănătoasă (nu neapărat potabilă). În perioada de năpârlire vulnerabilitatea lor crește, corpul fiind moale.
Racul trăiește în mediul acvatic, de unde și numele.

## Alcătuire externă
Corpul este acoperit de o crustă alcătuită din chitină și calcar. Prezența acestei cruste a dat denumirea de crustacee. Pe măsură ce crește, racul năpârlește. Crusta nouă se formează pe seama rezervei de calcar din stomac.
Pielea conține doi pigmenți: albastru (ficoeritrină) , care se distruge prin fierbere, și roșu (ficoeritrină). Corpul este alcătuit din două părți: cefalotorace și abdomen. Pe cefalotorace există:
- două perechi de antene formate din articole: una mai scurtă și bifurcată, a doua mai lungă;
- doi ochi compuși din mai mulți ochi simpli, așezați în vârful unor pedunculi cărnoși; racul vede bine în toate părțile;
- gura așezată ventral, prevazută cu fălci tăioase;
- cinci perechi de picioare inegale, articulate, așezate ventral.

Abdomenul, mai subțire decât cefalotoracele, este format din șapte segmente prevăzute cu mușchi puternici. Pe partea ventrală a primelor cinci segmente se află câte o pereche de piciorușe mici. Al 6-lea și al 7-lea segment lățit formează înotătoarea codală.

## Deplasare
În apă, racul înoată îndoind abdomenul și lovind apa cu înotătoarea codală. Apa este împinsă cu putere înainte, iar corpul se deplasează înapoi. Pe fundul apei, racul merge cu ajutorul ultimelor patru perechi de picioare.

## Nutriție
Racul se hrănește cu animale mici, cu resturi de plante și cu cadavre de animale, curățând apa. Le apucă cu cleștii, le taie și le aduce la gură. Este un animal omnivor. Antenele îl ajută la pipăit și mirosit.

## Alcătuire internă
În camerele branhiale, de pe laturile cefalotoracelui, formate prin îndepărtarea crustei de corp, se găsesc branhiile cu rol în respirație. Branhiile sunt bogat vascularizate. Sunt prinse de baza picioarelor și continuu scăldate de apă, de unde rețin oxigenul. Inima are forma pentagonală și sângele este de culoare albastră.

## Înmulțire
Racul se înmulțește prin ouă. Toamna, în octombrie, femela depune aproximativ 200 de ouă care se prind de piciorușele abdomenului. În luna mai, ies răcușorii. Ei rămân fixați pe abdomenul mamei aproximativ 10 zile. După 4-5 ani devin adulți.

## Importanța in natura și pentru om
Crustaceele au o importanță deosebită pentru natură și pentru om:
Ele servesc drept hrană pentru unele animale din bazinele acvatice,iar unele specii sunt utilizate în alimentația omului.